# Якорский сельский округ
Якорский сельский округ (каз. Якорь ауылдық округі) — административная единица в составе Кызылжарского района Северо-Казахстанской области Казахстана. Административный центр — село Якорь.
Население — 2786 человек (2009, 2937 в 1999, 3422 в 1989).

## Образование
В систему образования сельского округа входит 1 средняя школа, пришкольный интернат, 2 мини-центра.

## Здравоохранение
В округе функционируют 4 объекта здравоохранения, в том числе в селе Якорь — врачебная амбулатория с дневным стационаром. В селах Ольшанка, Вознесенка и Вишневка — медицинские пункты.

## Культура
В округе работает Дом культуры, библиотека и музей.
При Доме культуры работают 3 этнокультурных центра: казахский, русский, татаро-башкирский.

## Состав
В состав округа входят такие населенные пункты:
| Населенный пункт | Население, человек (1989) | Население, человек (1999) | Население, человек (2009) |
| ---------------- | ------------------------- | ------------------------- | ------------------------- |
| Вишневка, село   | 199                       | 159                       | 148                       |
| Вознесенка, село | 296                       | 287                       | 135                       |
| Ольшанка, село   | 374                       | 311                       | 329                       |
| Якорь, село      | 2553                      | 2180                      | 2174                      |